# عمرو جلال العدوي
عمرو جلال العدوي الرئيس السابق لـ جامعة بيروت العربية منذ أغسطس 2006 حتى آب 2023، حاصل على دكتوراه في التصميم العمراني من جامعة ليفربول، المملكة المتحدة عام 1986. العميد السابق لكلية الهندسة جامعة الإسكندرية وأستاذ العمارة ونجل شيخ القانونيين بمصر وعميد كلية الحقوق بالإسكندرية د. جلال العدوي.
تم تعيين الدكتور عمرو جلال العدوي بناء على قرار وزير العدل في جمهورية مصر العربية الصادر في 15/12/2007، عضواً في المحكمة العليا للقيم في وزارة العدل المصرية لمدة سنتين وهذه المحكمة تضم تسعة أعضاء برئاسة أحد نواب رئيس محكمة النقض وعضوية أربعة من مستشاري محكمة النقض أو محاكم الاستئناف، وأربعة من الشخصيات العامة، وتختص بالنظر في الطعون في الاحكام الصادرة عن محكمة القيم. تم اختياره كأحد الشخصيات العامة المشهود لهم بالكفاءة وحسن السمعة، علماً أن الدكتور عمرو جلال العدوي سبق أن منحته حكومة جمهورية مصر العربية جائزة نوبل المصرية لإسهاماته في مشروع التنسيق الحضاري الذي أنجزه لإحدى مناطق مدينة الإسكندرية وهي منطقة فاروس قايتباي.

## إستراتجياته الجامعية
رسالة الجامعة التي ترغب بتأديتها محورها التطور الأكاديمي. وتشير العدوى إلى أنها ترتكز على ثلاثة أصعدة: جودة التعليم، وتقديم الخدمات للمجتمع. في ما يختص بتطوير التعليم، فقد اعتمدت الجامعة في الفترة الأخيرة ورسخت نظام الأرصدة (credits) في جميع الكليات، إضافة إلى إعادة النظر في مختلف الاختصاصات التي تقدمها بما يتناسب مع المعايير العالمية، وصولاً إلى اعتماد النظم والمبادئ في التعليم بما يتلاءم ونظم الجودة. ولخص العدوى هذه الأهداف بدرس مختلف نقاط قوة الجامعة وضعفها للبناء على نقاط القوة ومعالجة نقاط الضعف، وقال «هدفنا الأبرز هو الوصول إلى التميّز الكامل في تقديم الخدمة التعليمية وتنمية كفاءة العاملين في الجامعة كما أننا وضعنا خططاً لتطوير منشآت الجامعة ونوعية الخدمات التي توفرها، كما نسعى إلى تنمية العلاقات التي تجمعنا بمختلف المؤسسات التربوية والتعليمية اللبنانية بغية العمل معاً لتطوير القطاع التعليمي بجميع مكوناته».[بحاجة لمصدر أفضل]
أشار إلى أن الجامعة العربية هي الأولى في لبنان التي تدخل مادة حقوق الإنسان إلى مناهجها والمقررات إلزامية لجميع الطلاب وتشمل أربع مواد أساسية هي: اللغة العربية واللغة الإنكليزية وعلوم الكومبيوتر وحقوق الإنسان. يضاف إلى هذه المواد 24 مقرراً اختيارياً تهدف إلى توسيع دائرة المعرفة عند الطلاب وتؤمن تداخلاً بين الطلاب في مختلف الاختصاصات «ما يؤمن تفاعلا أعمق بين الطلاب ويضعهم في احتكاك مباشر». في ما يتعلق ببرنامج الدراسات العليا، قامت الجامعة بمراجعته بغية استحداث بعض التخصصات الجديدة في محاولة لربط البحوث مع حاجات السوق، يشرح العدوي، مضيفاً أن الجامعة تقوم بالتعاون مع مختلف الجامعات اللبنانية بتبادل رسائل البحث العلمي والإشراف عليها، إضافة إلى إرسال عدد من المتخرجين لمتابعة تحصيلهم العلمي خارج لبنان.
وكان للرئيس العدوي دعوة للحفاظ على مباني بيروت التراثية ذكر فيها أن من أولويات جامعة بيروت العربية الانخراط في عملية إزالة الدمار والمساعدة على إعادة الحياة لأحياء مدينة بيروت المتضررة. وأشار إلى أن التدخلات من أجل المعالجة الإنشائية للمباني التراثية المهددة بالانهيار من الأولويات التي يجب التعاون عليها مع كافة القطاعات المختلفة في المجتمع اللبناني.